# Commelina lukei
Commelina lukei е вид едносемеделно тревисто растение от семейство Commelinaceae.

## Разпространение
Видът е разпространен в тропическа Източна Африка, в низините на Кения, Танзания (включително остров Занзибар) и Мадагаскар на височина обикновено между морското равнище и 1000 метра, и в много редки случаи до 1500 – 1700 метра.